# Morten Skoubo
Morten Skoubo (født 30. juni 1980 i Struer) er en tidligere professionel fodboldspiller.
Morten Skoubo voksede op i Lemvig, hvor han fik sin fodboldopdragelse. Det har betydet en karriere i klubber som Real Sociedad, FC Midtjylland, Borussia Mönchengladbach, West Bromwich Albion, Brøndby og OB.
I august 2008 skiftede han til hollandsk fodbold, hvor den nye arbejdsgiver var FC Utrecht, hvorfra han blev udlejet til Roda JC.
Han har i perioden 2003-2011 spillet 6 A-landskampe og scoret et enkelt mål.

## Karriere

### FC Midtjylland
Skoubo er født i Struer og spillede en del kampe for mindre lokale hold i sine unge år. Han scorede 3 mål i 8 kampe for det danske U21-landshold. Gennembruddet kom i den danske Superliga hos FC Midtjylland, hvor han scorede 19 mål i 27 kampe i sæsonen 2001-02.
På baggrund af denne sæson var tyske Borussia Mönchengladbach interesseret i Skoubo. Handlen gik hurtigt igennem, og skiftet blev en realitet.

### Mönchengladbach
Hans karriere hos Mönchengladbach gik ikke som planlagt, og han blev lejet ud til engelske West Bromwich Albion i Januar 2004. han vendte hjem til Gladbach efter 6 måneder med kun 2 kampe for West Bromwich.
Mens han var på kontrakt hos Mönchengladbach, fik Skoubo debut på det danske landshold.
Til sæsonen 2004-05 var de danske sølvvindere Brøndby IF på udkig efter en ny angriber efter en dårlig sæson med få mål. Skoubo skiftede til Brøndby for 4.500.000 kr.

### Brøndby
I Brøndby var Skoubo tilbage i sin tidligere gode form, set fra FC Midtjylland-tiden, hvor Skoubo havde et fantastisk samarbejde med Johan Elmander.
Skoubo scorede 29 mål i 63 kampe, inklusiv 2 mål i 3 kampe i UEFA Cup 2005-06.

### Real Sociedad
I januar 2006 skiftede Skoubo til den spanske klub Real Sociedad for 18.750.000 kr.

### Holland
I august 2008 skiftede Skoubo til FC Utrecht. Han slog dog aldrig igennem, og blev i sommeren 2009 udlejet til Roda JC.
Her indgik han et perfekt samarbejde med den anden danske spiller Mads Junker.

### Odense Boldklub
22. juni 2011 skrev Skoubo under med de danske sølvvindere Odense Boldklub. Han fik trøjenummer 11.
Han forlod klubben den 1. juli 2014, eftersom hans kontrakt udløb.  Han spillede i alt 74 kampe for klubben, hvor han scorede 11 mål, og lagde fire assist.

### Delhi Dynamos
15. juli 2014 meddelte Skoubo, at han fortsætter karrieren i den indiske Superleague, hvor han skal spille for Delhi Dynamos sammen med Mads Junker.
Morten Skouboe indstillede sin professionelle karriere i januar 2015.